# Lijst van voetbalinterlands Saoedi-Arabië - Verenigde Arabische Emiraten
Deze lijst van voetbalinterlands is een overzicht van alle officiële voetbalwedstrijden tussen de nationale teams van Saoedi-Arabië en de Verenigde Arabische Emiraten. De landen speelden tot op heden 37 keer tegen elkaar. De eerste ontmoeting, een wedstrijd tijdens de Golf Cup of Nations 1974, werd gespeeld in Koeweit op 23 maart 1974. Het laatste duel, een vriendschappelijke wedstrijd, vond plaats op 21 maart 2019 in Abu Dhabi.

## Wedstrijden
| №  | Plaats    | Datum             | Competitie                | Wedstrijd                                    | Uitslag |
| -- | --------- | ----------------- | ------------------------- | -------------------------------------------- | ------- |
| 1  | Koeweit   | 23 maart 1974     | Golf Cup of Nations 1974  | Saoedi-Arabië − Verenigde Arabische Emiraten | 2 − 0   |
| 2  | Doha      | 29 maart 1976     | Golf Cup of Nations 1976  | Saoedi-Arabië − Verenigde Arabische Emiraten | 2 − 0   |
| 3  | Bagdad    | 24 maart 1979     | Golf Cup of Nations 1979  | Saoedi-Arabië − Verenigde Arabische Emiraten | 2 − 1   |
| 4  | Abu Dhabi | 21 maart 1982     | Golf Cup of Nations 1982  | Verenigde Arabische Emiraten − Saoedi-Arabië | 1 − 0   |
| 5  | Muscat    | 13 maart 1984     | Golf Cup of Nations 1984  | Verenigde Arabische Emiraten − Saoedi-Arabië | 0 − 2   |
| 6  | Djedda    | 22 oktober 1984   | Azië Cup 1984             | Saoedi-Arabië − Verenigde Arabische Emiraten | 1 − 0   |
| 7  | Riyad     | 12 april 1988     | WK 1986 kwalificatie      | Saoedi-Arabië − Verenigde Arabische Emiraten | 0 − 0   |
| 8  | Dubai     | 19 april 1988     | WK 1986 kwalificatie      | Verenigde Arabische Emiraten − Saoedi-Arabië | 1 − 0   |
| 9  | Rabat     | 8 augustus 1985   | Pan-Arabische Spelen 1985 | Saoedi-Arabië − Verenigde Arabische Emiraten | 1 − 0   |
| 10 | Riffa     | 2 april 1986      | Golf Cup of Nations 1986  | Saoedi-Arabië − Verenigde Arabische Emiraten | 0 − 2   |
| 11 | Riyad     | 13 maart 1988     | Golf Cup of Nations 1988  | Verenigde Arabische Emiraten − Saoedi-Arabië | 2 − 2   |
| 12 | Singapore | 21 oktober 1989   | WK 1990 kwalificatie      | Saoedi-Arabië − Verenigde Arabische Emiraten | 0 − 0   |
| 13 | Hiroshima | 6 november 1992   | Azië Cup 1992             | Saoedi-Arabië − Verenigde Arabische Emiraten | 2 − 0   |
| 14 | Doha      | 1 december 1992   | Golf Cup of Nations 1992  | Saoedi-Arabië − Verenigde Arabische Emiraten | 0 − 1   |
| 15 | Abu Dhabi | 6 november 1994   | Golf Cup of Nations 1994  | Verenigde Arabische Emiraten − Saoedi-Arabië | 1 − 1   |
| 16 | Muscat    | 27 oktober 1996   | Golf Cup of Nations 1996  | Verenigde Arabische Emiraten − Saoedi-Arabië | 2 − 2   |
| 17 | Abu Dhabi | 21 december 1996  | Azië Cup 1996             | Verenigde Arabische Emiraten − Saoedi-Arabië | 0 − 0   |
| 18 | Riffa     | 8 november 1998   | Golf Cup of Nations 1998  | Saoedi-Arabië − Verenigde Arabische Emiraten | 1 − 0   |
| 19 | Abha      | 28 september 2000 | Vriendschappelijk         | Saoedi-Arabië − Verenigde Arabische Emiraten | 6 − 1   |
| 20 | Abu Dhabi | 8 augustus 2001   | Vriendschappelijk         | Verenigde Arabische Emiraten − Saoedi-Arabië | 0 − 1   |
| 21 | Dammam    | 7 september 2001  | Vriendschappelijk         | Saoedi-Arabië − Verenigde Arabische Emiraten | 0 − 2   |
| 22 | Riyad     | 22 januari 2002   | Golf Cup of Nations 2002  | Saoedi-Arabië − Verenigde Arabische Emiraten | 1 − 0   |
| 23 | Koeweit   | 26 december 2003  | Golf Cup of Nations 2003  | Verenigde Arabische Emiraten − Saoedi-Arabië | 0 − 2   |
| 24 | Djedda    | 27 augustus 2006  | Vriendschappelijk         | Saoedi-Arabië − Verenigde Arabische Emiraten | 1 − 0   |
| 25 | Abu Dhabi | 27 januari 2009   | Golf Cup of Nations 2007  | Verenigde Arabische Emiraten − Saoedi-Arabië | 1 − 0   |
| 26 | Singapore | 24 juni 2007      | Vriendschappelijk         | Saoedi-Arabië − Verenigde Arabische Emiraten | 2 − 0   |
| 27 | Abu Dhabi | 10 september 2008 | WK 2010 kwalificatie      | Verenigde Arabische Emiraten − Saoedi-Arabië | 1 − 2   |
| 28 | Muscat    | 11 januari 2009   | Golf Cup of Nations 2009  | Verenigde Arabische Emiraten − Saoedi-Arabië | 0 − 3   |
| 29 | Riyad     | 1 april 2009      | WK 2010 kwalificatie      | Saoedi-Arabië − Verenigde Arabische Emiraten | 3 − 2   |
| 30 | Aden      | 2 december 2010   | Golf Cup of Nations 2010  | Verenigde Arabische Emiraten − Saoedi-Arabië | 0 − 1   |
| 31 | Riyad     | 23 november 2014  | Golf Cup of Nations 2014  | Saoedi-Arabië − Verenigde Arabische Emiraten | 3 − 2   |
| 32 | Djedda    | 8 oktober 2015    | WK 2018 kwalificatie      | Saoedi-Arabië − Verenigde Arabische Emiraten | 2 − 1   |
| 33 | Abu Dhabi | 29 maart 2016     | WK 2018 kwalificatie      | Verenigde Arabische Emiraten − Saoedi-Arabië | 1 − 1   |
| 34 | Djedda    | 11 oktober 2016   | WK 2018 kwalificatie      | Saoedi-Arabië − Verenigde Arabische Emiraten | 3 − 0   |
| 35 | Al Ain    | 29 augustus 2017  | WK 2018 kwalificatie      | Verenigde Arabische Emiraten − Saoedi-Arabië | 2 − 1   |
| 36 | Koeweit   | 25 december 2017  | Golf Cup of Nations 2017  | Verenigde Arabische Emiraten − Saoedi-Arabië | 1 − 1   |
| 37 | Abu Dhabi | 21 maart 2019     | Vriendschappelijk         | Verenigde Arabische Emiraten − Saoedi-Arabië | 2 − 1   |

## Samenvatting
| Competitie           | Totaal gespeeld | Winst Saoedi-Arabië | Gelijk | Winst V.A.E. | Doelsaldo Saoedi-Arabië – V.A.E. |
| -------------------- | --------------- | ------------------- | ------ | ------------ | -------------------------------- |
| WK-kwalificatie      | 9               | 4                   | 3      | 2            | 12 – 8                           |
| Azië Cup             | 3               | 2                   | 1      | 0            | 3 – 0                            |
| Golf Cup of Nations  | 18              | 10                  | 4      | 4            | 25 – 14                          |
| Pan-Arabische Spelen | 1               | 1                   | 0      | 0            | 1 − 0                            |
| Vriendschappelijk    | 6               | 4                   | 0      | 2            | 11 – 5                           |
| Totaal               | 37              | 21                  | 8      | 8            | 52 – 27                          |

SAFF · A-internationals · Selecties · Bondscoaches · Statistieken · Saoedi-Arabisch vrouwenelftal · Saoedi-Arabië U21 · Saoedi-Arabië U20 · Saoedi-Arabië U19 · Saoedi-Arabië U18 · Saoedi-Arabië U17
1950 – 1959 · 
1960 – 1969 · 
1970 – 1979 · 
1980 – 1989 · 
1990 – 1999 · 
2000 – 2009 · 
2010 – 2019 ·
2020 − 2029
WK 1994 · 
WK 1998 · 
WK 2002 · 
WK 2006 · 
WK 2018
OS 1984 · 
OS 1996 · 
OS 2020
1957 · 
1958 · 1959 · 1960 · 
1961 · 
1962 · 
1963 · 
1964 · 1965 · 1966 · 
1967 · 
1968 · 
1969 · 
1970 · 
1971 · 
1972 · 
1973 · 
1974 · 
1975 · 
1976 · 
1977 · 
1978 · 
1979 · 
1980 · 
1981 · 
1982 · 
1983 · 
1984 · 
1985 · 
1986 · 
1987 · 
1988 · 
1989 · 
1990 · 
1991 · 
1992 · 
1993 · 
1994 · 
1995 · 
1996 · 
1997 · 
1998 · 
1999 · 
2000 · 
2001 · 
2002 · 
2003 · 
2004 · 
2005 · 
2006 · 
2007 · 
2008 · 
2009 · 
2010 · 
2011 · 
2012 · 
2013 ·
2014 ·
2015 ·
2016 ·
2017 ·
2018 ·
2019 ·
2020 ·
2021 ·
2022 ·
2023
Afghanistan · 
Albanië ·
Algerije · 
Angola · 
Argentinië · 
Australië · 
Azerbeidzjan · 
Bahrein · 
Bangladesh · 
België · 
Bhutan · 
Bolivia · 
Brazilië · 
Bulgarije · 
Cambodja ·
Canada · 
Chili · 
China · 
Colombia ·
Congo-Brazzaville · 
Congo-Kinshasa · 
Costa Rica · 
Cyprus · 
Denemarken · 
Duitsland · 
Ecuador ·
Egypte · 
Engeland · 
Equatoriaal-Guinea ·
Estland · 
Finland · 
Frankrijk · 
Gabon · 
Gambia ·
Georgië · 
Ghana · 
Griekenland ·
Honduras · 
Hongarije · 
Hongkong · 
Ierland · 
IJsland · 
India · 
Indonesië · 
Irak · 
Iran · 
Italië ·
Jamaica · 
Japan · 
Jemen · 
Jordanië · 
Kameroen · 
Kazachstan · 
Kirgizië · 
Koeweit · 
Kroatië ·
Laos ·
Letland ·
Libanon · 
Libië · 
Liechtenstein · 
Litouwen ·
Luxemburg · 
Macau ·  
Maleisië · 
Mali · 
Marokko · 
Mauritanië · 
Mexico · 
Moldavië ·
Mongolië · 
Namibië · 
Nederland · 
Nepal · 
Nieuw-Zeeland · 
Nigeria · 
Noord-Korea ·
Noord-Macedonië ·
Noorwegen ·
Oeganda · 
Oekraïne · 
Oezbekistan · 
Oman · 
Oost-Timor ·
Pakistan ·
Palestina · 
Panama ·
Paraguay · 
Peru ·
Polen · 
Portugal · 
Qatar · 
Rusland · 
Schotland · 
Senegal · 
Singapore · 
Slovenië · 
Slowakije · 
Soedan · 
Spanje · 
Sri Lanka · 
Syrië · 
Tadzjikistan · 
Taiwan · 
Tanzania · 
Thailand · 
Togo · 
Trinidad en Tobago · 
Tsjechië · 
Tunesië · 
Turkije · 
Turkmenistan · 
Uruguay · 
Venezuela · 
Verenigde Arabische Emiraten · 
Verenigde Staten · 
Vietnam · 
Wales · 
Wit-Rusland · 
Zambia ·
Zimbabwe ·
Zuid-Afrika · 
Zuid-Jemen · 
Zuid-Korea · 
Zweden
Argentinië (1992) · 
Argentinië (2022) · 
Egypte (2018) · 
Oekraïne (2006) · 
Rusland (2018) ·
Spanje (2006) ·
Tunesië (2006) ·
Uruguay (2018)
UAEFA · A-internationals · Bondscoaches · Statistieken · Olympisch elftal · Vrouwenelftal van de Verenigde Arabische Emiraten · VA Emiraten U21 · VA Emiraten U19 · VA Emiraten U17
1972 – 1979 ·
1980 – 1989 ·
1990 – 1999 ·
2000 – 2009 ·
2010 – 2019 ·
2020 − 2029
OS 2012
Algerije ·
Andorra ·
Angola ·
Argentinië ·
Armenië ·
Australië ·
Azerbeidzjan ·
Bahrein ·
Bangladesh ·
Benin ·
Bolivia ·
Brazilië ·
Brunei ·
Bulgarije ·
Chili ·
China ·
Colombia ·
Costa Rica ·
Denemarken ·
Dominicaanse Republiek ·
Duitsland ·
Egypte ·
Estland ·
Filipijnen ·
Finland ·
Gabon ·
Gambia ·
Georgië ·
Haïti ·
Honduras ·
Hongarije ·
Hongkong ·
IJsland ·
India ·
Indonesië ·
Irak ·
Iran ·
Japan ·
Jemen ·
Joegoslavië ·
Jordanië ·
Kazachstan ·
Kenia ·
Kirgizië ·
Koeweit ·
Laos ·
Libanon ·
Libië ·
Litouwen ·
Maleisië ·
Malta ·
Marokko ·
Mauritanië ·
Moldavië ·
Myanmar ·
Nepal ·
Nieuw-Zeeland ·
Noord-Korea ·
Noorwegen ·
Oekraïne ·
Oezbekistan ·
Oman ·
Oost-Timor ·
Pakistan ·
Palestina ·
Paraguay ·
Peru ·
Polen ·
Qatar ·
Roemenië ·
Rusland ·
Saoedi-Arabië ·
Senegal ·
Singapore ·
Slovenië ·
Slowakije ·
Soedan ·
Sri Lanka ·
Syrië ·
Tadzjikistan ·
Thailand ·
Togo ·
Trinidad en Tobago ·
Tsjechië ·
Tunesië ·
Turkmenistan ·
Uruguay ·
Venezuela ·
Vietnam ·
Wit-Rusland ·
Zuid-Afrika ·
Zuid-Korea ·
Zweden ·
Zwitserland